# Böhmische Armee (Befreiungskriege)
Die Böhmische Armee war neben der Schlesischen Armee das zahlenmäßig größte Truppenkontingent der Alliierten im Sechsten Koalitionskrieg der Befreiungskriege gegen Napoleon 1813 bis 1815.

## Aufstellung
Mit den Reichenbacher Konventionen vom Juni 1813 schlossen sich Österreich und Großbritannien der zwischen Russland, Preußen und Schweden vereinbarten Koalition an. Neben der Wiederherstellung territorialer Herrschaftsgebiete vereinbarten sie die Aufstellung einer gemeinsamen Streitmacht, zu der sich Russland und Österreich verpflichteten, je 150.000 und Preußen 80.000 Mann bereitzustellen.
In der Konferenz von Schloss Trachenberg am 12. Juli 1813 unterzeichneten der preußische König Friedrich Wilhelm III. und der russische Zar Alexander I. einen Plan für eine gemeinsame Strategie gegen die Napoleonische Armee, den der ehemalige französische Marschall Bernadotte (seit 1810 Kronprinz Karl von Schweden) und der österreichische Generalstabschef Marschall Radetzky ausgearbeitet hatten.
Neben der Nordarmee unter Kronprinz Karl von Schweden und der Schlesischen Armee unter dem Oberbefehl von General von Blücher wurde die Hauptarmee unter dem Oberbefehl des Fürsten Karl Philipp zu Schwarzenberg aus Kontingenten der österreichischen, russischen und preußischen Armeen zusammengestellt.
Das österreichische Kontingent bestand aus dem I. Korps unter Feldmarschall von Colloredo-Mansfeld, dem II. Korps unter General von Merveldt, dem III. Korps unter Graf General Gyulay, dem IV. Korps unter General von Klenau sowie einem Reserveinfanteriekorps unter General von Hessen-Homburg und dem Kürassierkorps des Feldmarschalls von Nostiz.
Das russische Kontingent wurde gebildet von einer Teilarmee unter Generalfeldmarschall de Tolly und General von Wittgenstein, dem das I. Korps unter General Gortschakow und das II. Korps unter General von Württemberg unterstanden. Die zweite Teilarmee führte Großfürst Konstantin mit dem 3. Grenadierkorps unter General Rajewski, dem Gardekorps unter General Jermolow und der Reservekavallerie unter Generalleutnant Fürst Golitzyn.
Das preußische Kontingent unter dem Oberbefehl von Generalleutnant von Kleist bestand aus dem von ihm befehligten II. Korps und den Kavalleriekorps der Generäle von Röder und von Thielmann sowie der Reserveartillerie von Braun.
Insgesamt brachte die Hauptarmee 225.000 Mann auf.
|                                          |                                          |                                          |                                          |                                          |                                          |              |              |              |              |  |  |                                                |                                                |                                                |                                                |                                                |                                                | XXXXX Oberstes Hauptquartier (Schwarzenberg)      |                                                   |                                                   |                                                   |                                                   |                                                   |                                            |                                            |                                            |                                            |                                            |                                            |             |             |             |             |  |  |                                               |                                               |                                               |                                               |                                               |                                               |             |             |             |             |  |  |  |  |  |  |  |  |  |  |  |  |  |  |  |  |  |  |
|                                          |                                          |                                          |                                          |                                          |                                          |              |              |              |              |  |  |                                                |                                                |                                                |                                                |                                                |                                                |                                                   |                                                   |                                                   |                                                   |                                                   |                                                   |                                            |                                            |                                            |                                            |                                            |                                            |             |             |             |             |  |  |                                               |                                               |                                               |                                               |                                               |                                               |             |             |             |             |  |  |  |  |  |  |  |  |  |  |  |  |  |  |  |  |  |  |
|                                          |                                          |                                          |                                          |                                          |                                          |              |              |              |              |  |  |                                                |                                                |                                                |                                                |                                                |                                                |                                                   |                                                   |                                                   |                                                   |                                                   |                                                   |                                            |                                            |                                            |                                            |                                            |                                            |             |             |             |             |  |  |                                               |                                               |                                               |                                               |                                               |                                               |             |             |             |             |  |  |  |  |  |  |  |  |  |  |  |  |  |  |  |  |  |  |
| XXXX Nordarmee (Bernadotte) 110.700 Mann | XXXX Nordarmee (Bernadotte) 110.700 Mann | XXXX Nordarmee (Bernadotte) 110.700 Mann | XXXX Nordarmee (Bernadotte) 110.700 Mann | XXXX Nordarmee (Bernadotte) 110.700 Mann | XXXX Nordarmee (Bernadotte) 110.700 Mann |              |              |              |              |  |  |                                                |                                                |                                                |                                                |                                                |                                                | XXXX Böhmische Armee (Schwarzenberg) 254.300 Mann | XXXX Böhmische Armee (Schwarzenberg) 254.300 Mann | XXXX Böhmische Armee (Schwarzenberg) 254.300 Mann | XXXX Böhmische Armee (Schwarzenberg) 254.300 Mann | XXXX Böhmische Armee (Schwarzenberg) 254.300 Mann | XXXX Böhmische Armee (Schwarzenberg) 254.300 Mann |                                            |                                            |                                            |                                            |                                            |                                            |             |             |             |             |  |  | XXXX Schlesische Armee (Blücher) 105.000 Mann | XXXX Schlesische Armee (Blücher) 105.000 Mann | XXXX Schlesische Armee (Blücher) 105.000 Mann | XXXX Schlesische Armee (Blücher) 105.000 Mann | XXXX Schlesische Armee (Blücher) 105.000 Mann | XXXX Schlesische Armee (Blücher) 105.000 Mann |             |             |             |             |  |  |  |  |  |  |  |  |  |  |  |  |  |  |  |  |  |  |
| XXXX Nordarmee (Bernadotte) 110.700 Mann | XXXX Nordarmee (Bernadotte) 110.700 Mann | XXXX Nordarmee (Bernadotte) 110.700 Mann | XXXX Nordarmee (Bernadotte) 110.700 Mann | XXXX Nordarmee (Bernadotte) 110.700 Mann | XXXX Nordarmee (Bernadotte) 110.700 Mann |              |              |              |              |  |  |                                                |                                                |                                                |                                                |                                                |                                                | XXXX Böhmische Armee (Schwarzenberg) 254.300 Mann | XXXX Böhmische Armee (Schwarzenberg) 254.300 Mann | XXXX Böhmische Armee (Schwarzenberg) 254.300 Mann | XXXX Böhmische Armee (Schwarzenberg) 254.300 Mann | XXXX Böhmische Armee (Schwarzenberg) 254.300 Mann | XXXX Böhmische Armee (Schwarzenberg) 254.300 Mann |                                            |                                            |                                            |                                            |                                            |                                            |             |             |             |             |  |  | XXXX Schlesische Armee (Blücher) 105.000 Mann | XXXX Schlesische Armee (Blücher) 105.000 Mann | XXXX Schlesische Armee (Blücher) 105.000 Mann | XXXX Schlesische Armee (Blücher) 105.000 Mann | XXXX Schlesische Armee (Blücher) 105.000 Mann | XXXX Schlesische Armee (Blücher) 105.000 Mann |             |             |             |             |  |  |  |  |  |  |  |  |  |  |  |  |  |  |  |  |  |  |
|                                          |                                          |                                          |                                          |                                          |                                          |              |              |              |              |  |  |                                                |                                                |                                                |                                                |                                                |                                                |                                                   |                                                   |                                                   |                                                   |                                                   |                                                   |                                            |                                            |                                            |                                            |                                            |                                            |             |             |             |             |  |  |                                               |                                               |                                               |                                               |                                               |                                               |             |             |             |             |  |  |  |  |  |  |  |  |  |  |  |  |  |  |  |  |  |  |
|                                          |                                          |                                          |                                          |                                          |                                          |              |              |              |              |  |  | XXXX Österreicher (Schwarzenberg) 127.000 Mann | XXXX Österreicher (Schwarzenberg) 127.000 Mann | XXXX Österreicher (Schwarzenberg) 127.000 Mann | XXXX Österreicher (Schwarzenberg) 127.000 Mann | XXXX Österreicher (Schwarzenberg) 127.000 Mann | XXXX Österreicher (Schwarzenberg) 127.000 Mann |                                                   |                                                   |                                                   |                                                   |                                                   |                                                   | XXXX Russen/Preußen (Barclay) 130.000 Mann | XXXX Russen/Preußen (Barclay) 130.000 Mann | XXXX Russen/Preußen (Barclay) 130.000 Mann | XXXX Russen/Preußen (Barclay) 130.000 Mann | XXXX Russen/Preußen (Barclay) 130.000 Mann | XXXX Russen/Preußen (Barclay) 130.000 Mann |             |             |             |             |  |  |                                               |                                               |                                               |                                               |                                               |                                               |             |             |             |             |  |  |  |  |  |  |  |  |  |  |  |  |  |  |  |  |  |  |
|                                          |                                          |                                          |                                          |                                          |                                          |              |              |              |              |  |  | XXXX Österreicher (Schwarzenberg) 127.000 Mann | XXXX Österreicher (Schwarzenberg) 127.000 Mann | XXXX Österreicher (Schwarzenberg) 127.000 Mann | XXXX Österreicher (Schwarzenberg) 127.000 Mann | XXXX Österreicher (Schwarzenberg) 127.000 Mann | XXXX Österreicher (Schwarzenberg) 127.000 Mann |                                                   |                                                   |                                                   |                                                   |                                                   |                                                   | XXXX Russen/Preußen (Barclay) 130.000 Mann | XXXX Russen/Preußen (Barclay) 130.000 Mann | XXXX Russen/Preußen (Barclay) 130.000 Mann | XXXX Russen/Preußen (Barclay) 130.000 Mann | XXXX Russen/Preußen (Barclay) 130.000 Mann | XXXX Russen/Preußen (Barclay) 130.000 Mann |             |             |             |             |  |  |                                               |                                               |                                               |                                               |                                               |                                               |             |             |             |             |  |  |  |  |  |  |  |  |  |  |  |  |  |  |  |  |  |  |
|                                          |                                          |                                          |                                          | XXX Russen                               | XXX Russen                               | XXX Russen   | XXX Russen   | XXX Russen   | XXX Russen   |  |  |                                                |                                                |                                                |                                                | XXX Österreicher                               | XXX Österreicher                               | XXX Österreicher                                  | XXX Österreicher                                  | XXX Österreicher                                  | XXX Österreicher                                  |                                                   |                                                   |                                            |                                            |                                            |                                            | XXX Preußen                                | XXX Preußen                                | XXX Preußen | XXX Preußen | XXX Preußen | XXX Preußen |  |  |                                               |                                               |                                               |                                               | XXX Preußen                                   | XXX Preußen                                   | XXX Preußen | XXX Preußen | XXX Preußen | XXX Preußen |  |  |  |  |  |  |  |  |  |  |  |  |  |  |  |  |  |  |
|                                          |                                          |                                          |                                          | XXX Russen                               | XXX Russen                               | XXX Russen   | XXX Russen   | XXX Russen   | XXX Russen   |  |  |                                                |                                                |                                                |                                                | XXX Österreicher                               | XXX Österreicher                               | XXX Österreicher                                  | XXX Österreicher                                  | XXX Österreicher                                  | XXX Österreicher                                  |                                                   |                                                   |                                            |                                            |                                            |                                            | XXX Preußen                                | XXX Preußen                                | XXX Preußen | XXX Preußen | XXX Preußen | XXX Preußen |  |  |                                               |                                               |                                               |                                               | XXX Preußen                                   | XXX Preußen                                   | XXX Preußen | XXX Preußen | XXX Preußen | XXX Preußen |  |  |  |  |  |  |  |  |  |  |  |  |  |  |  |  |  |  |
|                                          |                                          |                                          |                                          |                                          |                                          |              |              |              |              |  |  |                                                |                                                |                                                |                                                |                                                |                                                |                                                   |                                                   |                                                   |                                                   |                                                   |                                                   |                                            |                                            |                                            |                                            |                                            |                                            |             |             |             |             |  |  |                                               |                                               |                                               |                                               |                                               |                                               |             |             |             |             |  |  |  |  |  |  |  |  |  |  |  |  |  |  |  |  |  |  |
|                                          |                                          |                                          |                                          | XXX Preußen                              | XXX Preußen                              | XXX Preußen  | XXX Preußen  | XXX Preußen  | XXX Preußen  |  |  |                                                |                                                |                                                |                                                | XXX Österreicher                               | XXX Österreicher                               | XXX Österreicher                                  | XXX Österreicher                                  | XXX Österreicher                                  | XXX Österreicher                                  |                                                   |                                                   |                                            |                                            |                                            |                                            | XXX Russen                                 | XXX Russen                                 | XXX Russen  | XXX Russen  | XXX Russen  | XXX Russen  |  |  |                                               |                                               |                                               |                                               | XXX Preußen                                   | XXX Preußen                                   | XXX Preußen | XXX Preußen | XXX Preußen | XXX Preußen |  |  |  |  |  |  |  |  |  |  |  |  |  |  |  |  |  |  |
|                                          |                                          |                                          |                                          | XXX Preußen                              | XXX Preußen                              | XXX Preußen  | XXX Preußen  | XXX Preußen  | XXX Preußen  |  |  |                                                |                                                |                                                |                                                | XXX Österreicher                               | XXX Österreicher                               | XXX Österreicher                                  | XXX Österreicher                                  | XXX Österreicher                                  | XXX Österreicher                                  |                                                   |                                                   |                                            |                                            |                                            |                                            | XXX Russen                                 | XXX Russen                                 | XXX Russen  | XXX Russen  | XXX Russen  | XXX Russen  |  |  |                                               |                                               |                                               |                                               | XXX Preußen                                   | XXX Preußen                                   | XXX Preußen | XXX Preußen | XXX Preußen | XXX Preußen |  |  |  |  |  |  |  |  |  |  |  |  |  |  |  |  |  |  |
|                                          |                                          |                                          |                                          |                                          |                                          |              |              |              |              |  |  |                                                |                                                |                                                |                                                |                                                |                                                |                                                   |                                                   |                                                   |                                                   |                                                   |                                                   |                                            |                                            |                                            |                                            |                                            |                                            |             |             |             |             |  |  |                                               |                                               |                                               |                                               |                                               |                                               |             |             |             |             |  |  |  |  |  |  |  |  |  |  |  |  |  |  |  |  |  |  |
|                                          |                                          |                                          |                                          | XXX Schweden                             | XXX Schweden                             | XXX Schweden | XXX Schweden | XXX Schweden | XXX Schweden |  |  |                                                |                                                |                                                |                                                |                                                |                                                |                                                   |                                                   |                                                   |                                                   |                                                   |                                                   |                                            |                                            |                                            |                                            | XXX Garde                                  | XXX Garde                                  | XXX Garde   | XXX Garde   | XXX Garde   | XXX Garde   |  |  |                                               |                                               |                                               |                                               | XXX Russen                                    | XXX Russen                                    | XXX Russen  | XXX Russen  | XXX Russen  | XXX Russen  |  |  |  |  |  |  |  |  |  |  |  |  |  |  |  |  |  |  |
|                                          |                                          |                                          |                                          | XXX Schweden                             | XXX Schweden                             | XXX Schweden | XXX Schweden | XXX Schweden | XXX Schweden |  |  |                                                |                                                |                                                |                                                |                                                |                                                |                                                   |                                                   |                                                   |                                                   |                                                   |                                                   |                                            |                                            |                                            |                                            | XXX Garde                                  | XXX Garde                                  | XXX Garde   | XXX Garde   | XXX Garde   | XXX Garde   |  |  |                                               |                                               |                                               |                                               | XXX Russen                                    | XXX Russen                                    | XXX Russen  | XXX Russen  | XXX Russen  | XXX Russen  |  |  |  |  |  |  |  |  |  |  |  |  |  |  |  |  |  |  |
|                                          |                                          |                                          |                                          |                                          |                                          |              |              |              |              |  |  |                                                |                                                |                                                |                                                |                                                |                                                |                                                   |                                                   |                                                   |                                                   |                                                   |                                                   |                                            |                                            |                                            |                                            |                                            |                                            |             |             |             |             |  |  |                                               |                                               |                                               |                                               |                                               |                                               |             |             |             |             |  |  |  |  |  |  |  |  |  |  |  |  |  |  |  |  |  |  |
|                                          |                                          |                                          |                                          |                                          |                                          |              |              |              |              |  |  |                                                |                                                |                                                |                                                |                                                |                                                |                                                   |                                                   |                                                   |                                                   |                                                   |                                                   |                                            |                                            |                                            |                                            |                                            |                                            |             |             |             |             |  |  |                                               |                                               |                                               |                                               | XXX Russen                                    |                                               |             |             |             |             |  |  |  |  |  |  |  |  |  |  |  |  |  |  |  |  |  |  |
|                                          |                                          |                                          |                                          |                                          |                                          |              |              |              |              |  |  |                                                |                                                |                                                |                                                |                                                |                                                |                                                   |                                                   |                                                   |                                                   |                                                   |                                                   |                                            |                                            |                                            |                                            |                                            |                                            |             |             |             |             |  |  |                                               |                                               |                                               |                                               |                                               |                                               |             |             |             |             |  |  |  |  |  |  |  |  |  |  |  |  |  |  |  |  |  |  |

Legende: XXXXX = Oberkommando, XXXX = Armee, XXX = Korps

## Gefechte
Schon kurz nachdem der Waffenstillstand vom Juni 1813 ausgelaufen war, wurde die Böhmische Armee am 27. August von napoleonischen Truppen bei Dresden angegriffen und besiegt, während sich die von Blücher befehligte Schlesische Armee bei Kulm und Dennewitz erfolgreich behauptete. Auch danach musste Schwarzenberg bei Liebertwolkwitz eine Niederlage hinnehmen und geriet vor Leipzig in weitere Bedrängnis. Erst ein Gegenangriff des in russischen Diensten stehenden Generals Eugen von Württemberg leitete schließlich die entscheidende Wende der Schlacht ein, die trotz Schwarzenbergs Fehlentscheidungen zum Erfolg der Alliierten wurde.
Die Böhmische Armee war an folgenden Schlachten, Gefechten und Belagerungen beteiligt:
Herbstfeldzug 1813
Dresden – Kulm – Altenburg – Liebertwolkwitz – Leipzig – Danzig
Winterfeldzug 1814
Épinal – Colombey – Mormant – Montereau – Bar-sur-Aube – Craonne – Arcis-sur-Aube – Fère-Champenoise – Paris